# Торон (замок)
Торон — великий замок хрестоносців на дорозі з Тіру в Дамаск біля містечка Тебнін у горах на півдні Лівану. Замок був центром Торонської сеньйорії, васала Галілейського князівства в Єрусалимському королівстві.

## Торонська сеньйорія

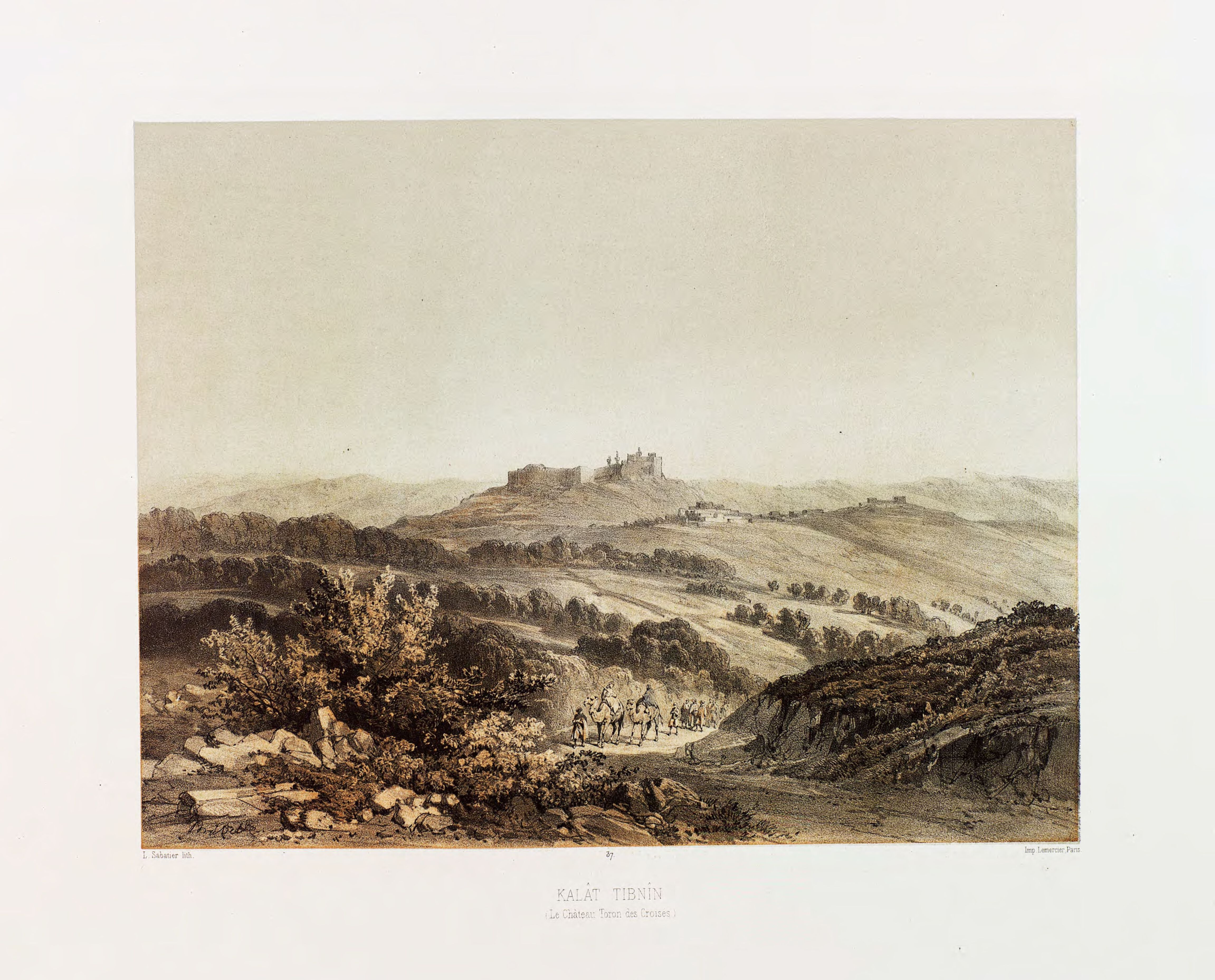
Вид Тебніна. Ван де Вельде (1857)

Замок був побудований князем Галілеї Гуго Фокембергським в 1106 році, щоб допомогти у захопленні Тіра. Після смерті Гуго в цьому ж році, на околиці замку Торон напав Ізз аль-Мульк, який убив місцеве населення та втік із здобиччю. В 1109 році Торон став незалежною сеньйорією, яку надали Гемфрі I Торонському.
Після Гемфрі I торонський замок і сеньйорія Торон послідовно переходили до його нащадків — Гемфрі II і Гемфрі IV. Баніас, який асасини подарували Балдуїну II в 1128 році, був успадкований Тороном приблизно в 1148 році, коли Гемфрі II одружився з дочкою Реньє Брюса, лорда Баніаса та Ассебебе. У 1157 році Гемфрі II продав частину Баніаса та Шатель- Нойф лицарям-госпітальєрам. Баніас був об'єднаний в з Тороном, поки 18 листопада 1164 року не був захоплений Нур ад-Діна Зангі, а коли його було відвойовано, він став частиною сеньйорії Жослена III Едеського.
Гемфрі IV був також князем Заіорданья. Торон залишався у володінні хрестоносців до 1187 року, коли його захопила армія Салах ад-Діна після битви при Рогпх Хаттіна, в якій Салах ад-Дін майже знищив державу хрестоносців. Через десять років, у листопаді 1197 року, Торон було взято в облогу німецькими лицарями, але мусульманський гарнізон кланів Ель-Сеїд і Фаваз тримався, поки не прибула допомога з Єгипту .
У 1219 році емір Дамаска Аль-Муаззам таємно розібрав захисні укріплення Торона, Сафата і Хуніна. Це було зроблено тому, що армія П'ятого хрестового походу захопила важливу фортецю Дамьєтту в дельті Нілу і звідти загрожувала Каїру. Султан Аль-Каміль був готовий обміняти фортеці в Палестині на Дамьєтту, але не хотів віддавати хрестоносцям потужно укріплені міста, які можна було б успішно захищати. Хоча обмін виявився непотрібним, географічне положення місць залишалося важливим для хрестоносців, які були зацікавлені у відвояванні Єрусалима з-під контролю мусульман.
У 1220 році, Торон, який перебував в руках мусульман, був проданий Тевтонським лицарям разом із територіями під назвою Сеньйорія де Жослен. У 1227 року номінальним комтуром замку Торон було призначено Герхарда фон Мальберг, майбутнього Великого магістра Тевтонського ордену.

В 1229 році Торон, були передані хрестоносцям разом із Єрусалимом за умовами Яффської угоди між Фрідріхом II і султаном Аль-Камілєм. В цьому ж році замок був переданий в руки Тевтонського ордена і розпочалось його відновленняю 

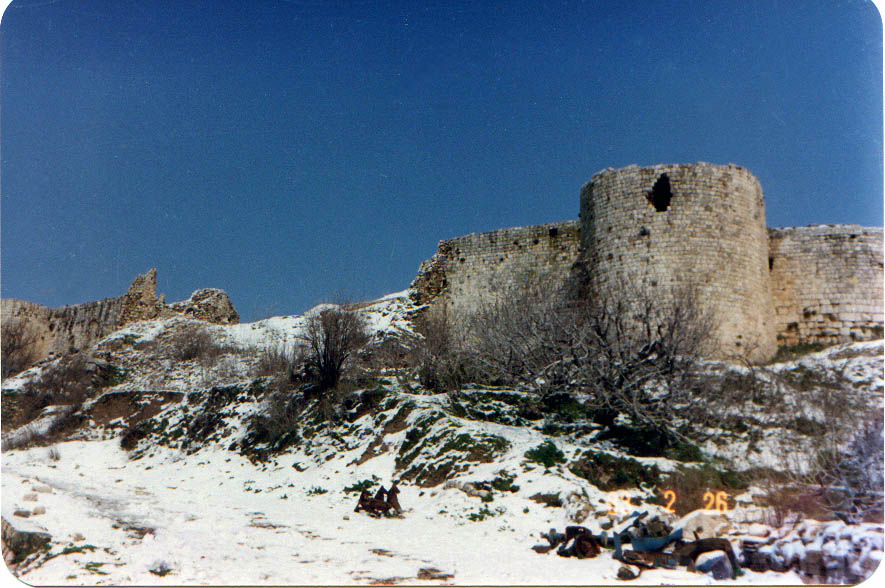
Замок Торон, сучасний вигляд

Між Тевтонським орденом, що придбав замок у 1220 році та Алісою Вірменською, племінницею Гемфрі IV і спадкоємицею сеньйорії Торон виникла суперечка. Аліса успішно заявила про свої права перед Високою Курією і згідно рішення Курії Фрідріх II повернув сеньйорію Торона Алісі, а тамплієрам в обмін передав Морон. Але, здається, хрестоносці не змогли закріпитись на цій території. У 1239 році, коли строк дії Яффської угоди закінчився, Торон був повернутий Айюбідами. Через два роки, у 1241 році, його знову повернули хрестоносцям завдяки договору між Річардом Корнуольським і єгипетським султаном Ас-Саліхом.

У 1244 році замок встояв проти нападу армії хорезмійських найманців султана під час їх походу на Єрусалим, але сам Єрусалим пізніше був захоплений хорезмійцями. Проте Торон на деякий час залишався в руках хрестоносців і періодично перебував в облозі мамлюків, поки після короткої облоги його не захопив Бейбарс. Бейбарс у рідкісному прояві милосердя дозволив невеликому контингенту хрестоносців евакуюватися в обмін на капітуляцію, яку вони прийняли.

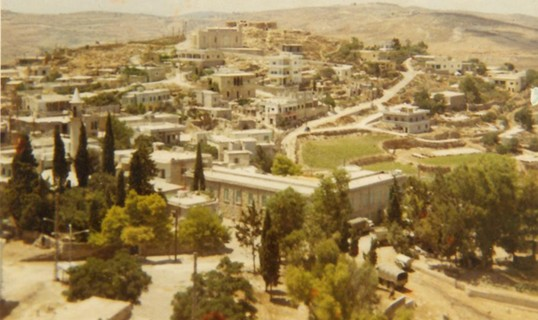
Вид з Торонського замку

Сеньйори Торона, як правило, були дуже впливовими в королівстві; Гемфрі II був коннетаблем Єрусалиму. Гемфрі IV був одружений з Ізабеллою, дочкою короля Амальріка I (Торон перейшов до королівського домену під час їхнього шлюбу, але його титул був повернутий Гемфрі IV після їхнього розлучення). Це також було одне з небагатьох володінь, що мало пряму спадковість по чоловічій лінії, принаймні протягом кількох поколінь. Лорди Торона також були пов'язані з сеньйорією Заіорданья завдяки шлюбу Гемфрі III і материнською спадщиною Гемфрі IV. Пізніше Торон був об'єднаний з королівським доменом Тір, який відійшов до князів Антіохії, а потім їхніх спадкоємців з Монфора.

### Сеньйори Торона
- Гемфрі I Торонський (до 1109 — після 1136)
- Гемфрі II Торонський (до 1137—1179)
  - (Гемфрі III помер раніше свого батька)
- Гемфрі IV Торонський (1179—1183)
- Королівський домен (1183—1187)
- Гемфрі IV (вдруге) (1190 — бл. 1192)
  - займали мусульмани до 1229 року, і титул не використовувався
- Аліса Вірменська (1229 — після 1236), онука Гемфрі III
- Марія Антіохійсько-Вірменська (після 1236—1239), онука Аліси і правнучка Ізабелли Вірменської, дочки Гемфрі III.
  - окупований мусульманами з 1239 по 1241 рік
- Філіп I де Монфор (1241 — до 1257)
- Жан де Монфор (до 1257—1283), сеньйор Тіру. Він був знову втрачений у 1266 році
- Гемфрі де Монфор (1283—1284), сеньйор Бейруту, сеньйор Тіру
- Аморі де Монфор (1284—1304)
- Рупен де Монфор (1304—1313), сеньйор Бейрута
- Гемфрі II де Монфор (пом. 1326), коннетабль Кіпру, титулярний сеньйор Бейрута
- Есківа Монфорська (пом. до 1350 р.), дружина кіпрського короля Петра I Кіпру, титулярна сеньйора Бейрута

Торон мав двох власних васалів, сеньйорію Шатель-Ньоф і сеньйорію Марон. Шатель-Ньоф був побудований Гуго Фалькенбергським приблизно в 1105 році, але пізніше був переданий госпітальєрам, поки він не був захоплений еміром Дамаска Нур ад-Діном в 1167 році. У 1229 році Марон був переданий тевтонським лицарям в обмін на їхні права на Торон.

## Замок

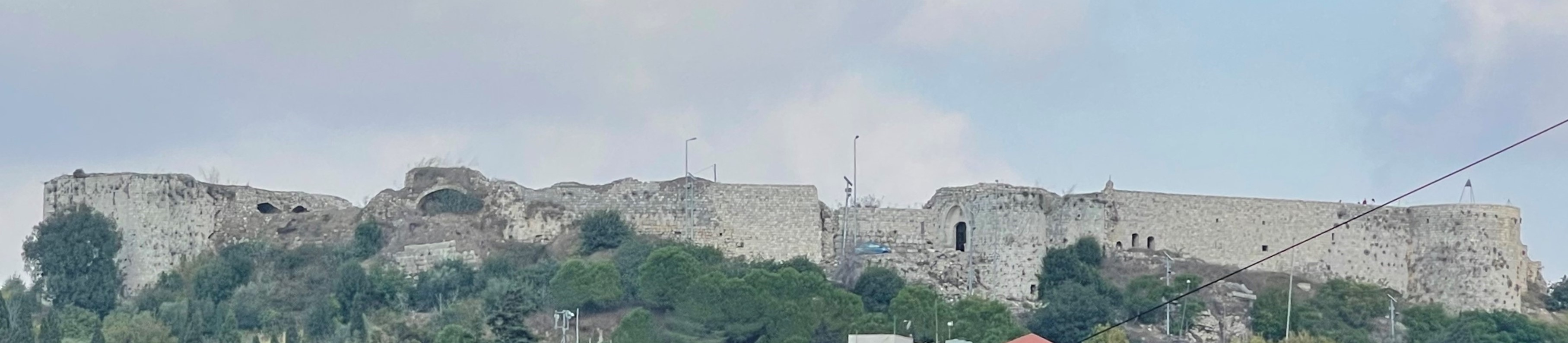
Вид на замок Торон з західної частини Тебніна

Замок Торон знаходиться на крутому пагорбі, який насправді є телєм бронзового віку, на висоті 725 метрів над рівнем моря на північ від містечка Тебнін. Він має овальну форму, контур якої повторює контури теля. Колись він мав дванадцять прямокутних веж, одна з яких, південна, була донжоном. Замок, зруйнований у 1266 році мамлюками, був відбудований через 500 років у середині XVIII століття шиїтським шейхом Насіфом ан-Нассаром під час його боротьби проти османського панування. Він використав руїни середньовічних стін як основу для нових укріплень, тому сьогоднішній замок в основному виглядає як османська споруда. Пізніше замок використовувався кланом Ель-Ассаад. 
У 1881 році замок був резиденція місцевого османського губернатора і в ньому проживало близько двадцяти мусульман.